# Kislovodsk
Kislovodsk (in russo Кислово́дск?) è una cittadina della Russia europea meridionale (Kraj di Stavropol'), situata sulle pendici settentrionali della catena del Caucaso, 234 km a sud-est del capoluogo Stavropol'.

## Storia
La città venne fondata nel 1803, ottenendo lo status di città nel 1830.
Alla fine del XIX secolo e nell'inizio del XX secolo Kislovodsk era città di residenza di musicisti e artisti aristocratici, come Aleksandr Solženicyn e Nikolaj Jarošenko.
È la città natale dello scrittore Aleksandr Isaevič Solženicyn.

## Società

### Evoluzione demografica
Fonte: mojgorod.ru
- 1897: 1.800
- 1926: 22.000
- 1939: 51.300
- 1959: 78.000
- 1979: 100.900
- 1989: 114.400
- 2002: 129.788
- 2007: 128.500